# Souad Kassim Mohamed
Souad Kassim Mohamed (arabisch سعاد قاسم محمد Suʻād Qāsim Muḥammad; geb. 30. November 1976 in Dschibuti) ist eine dschibutische Linguistin, Wissenschaftlerin und Bühnenautorin.

## Biographie
Mohamed wurde 1976 geboren. Sie studierte in Frankreich an der Jean-Monnet-Universität in Saint-Étienne, der Universität von Burgund in Dijon und promovierte am Institut national des langues et civilisations orientales (INALCO) in Paris.
Während ihres Studiums forschte sie über kulturelle Praktiken jemenitischer Migranten in Ambouli im Südosten Dschibutis, das bis 1974 ein französisches Überseegebiet war und im 20. Jahrhundert wichtiges Ziel von Migration wurde, insbesondere von Kaufleuten. Mohamed untersuchte auch Trends in mündlichen Überlieferungen am Horn von Afrika, insbesondere zu Hakmi, einem in Dschibuti gesprochenen Dialekt.
In ihrem Theaterstücks „Un enfant a tout prix“ [Ein Kind um jeden Preis] kritisierte Mohamed literarische Stereotypen über Frauen mit unerfülltem Kinderwunsch und die häufig folgenden Schuldzuweisungen und Ausgrenzungen.
Sie publiziert zu bildungspolitischen Fragen wie der Bedeutung der verschiedenen Sprachen im Schul- und Bildungssystem Dschibutis  und zur kulturellen Identität junger Muslime im Spannungsfeld westlicher und traditioneller Werte.
Mohamed arbeitet als Dozentin für Linguistik, Soziolinguistik und französische Didaktik an der Universität von Dschibuti. Ein Forschungsschwerpunkt sind die arabischen Dialektvarianten des Horns von Afrika. Derzeit dokumentiert sie das immaterielle arabische Erbe Dschibutis. So veröffentlichte sie eine Sammlung arabischer Schlaflieder und Kinderreime.